# Божић
Божић је хришћански празник којим се прославља рођење Исуса Христа. Углавном се прославља 25. децембра по грегоријанском календару, док код цркава које се придржавају старог јулијанског календара Божић се обележава 7. јануара.
И док модерни историчари сматрају да би година рођења Исуса Христа могла бити у опсегу од 7. до 2. године п. н. е, тачан датум његовог могућег рођења је непознат. Исусово рођење је поменуто у два од четири канонска јеванђеља. До средине 4. века, западне хришћанске цркве су прихватиле да се Божић обележава 25. децембра, а тај датум је касније усвојен на Истоку.
Датум Божића је можда одабран да одговара тачно 9 месеци од датума за који су рани хришћани веровали да је Исус зачет, или са неким од древних политеистичких фестивала који су се дешавали око краткодневице.

## Етимологија
У староенглеском језику, етимологија сеже до речи Gēola од које је добијена данашња енглеска реч Yule. Енглеска реч Christmas скраћеница је од синтагме Christ's mass („Христова миса“), а потиче од средњоенглеског Christemasse и староенглеског Crīstesmæsse. Други етимолози верују да је то посуђеница од египатске ложенице Khristos-Mas („Христово рођење“).
У осталим језицима се назив Божића везује уз речи које описују рођење - у шпанском (Navidad), португалском (Natal) и француском (Noël). У немачком Weihnachten значи „Света ноћ“.
Утицајем енглеског језика проширила се и скраћеница Xmas. У старим грчким скраћеницама Новог завета, грчко слово хи (Χ) прво је слово имена Христос (Χριστός). Од средине 16. века слично се латиничко слово H користило за скраћеницу речи Христос.

## Датирање
Католичка црква, као и неке помесне православне цркве (које користе нови календар) славе га 25. децембра. Међутим, цркве које користе Јулијански календар славе га 7. јануара, јер по истом то одговара 25. децембру. Божић је у многим државама света верски, али и државни празник.
Божић спада, заједно са Ускрсом и Духовима, међу три највећа хришћанска празника. Божићно славље траје више дана. Православни богослужбено оданије Празника врше 31. децембра/13. јануара. Код католика Божићно време траје од Божића па до празника Светих Трију Краљева.
Будући да у Новом завету не стоји када се тачно родио Исус, први хришћани нису славили Божић. У првом периоду историје хришћанске цркве, Божић и Богојављење су прослављани у исти дан, а празник је назван Епифанија. Божић је почео да се слави у Риму у 4. веку (у изворима доказана година 336.). До данас није јасно зашто се Божић слави баш 25. децембра. Преовлађујуће мишљење је да је Божић почео да се слави тог датума зато што се у тада још увек већински паганском Риму тог дана славило рођење бога Сунца, Сола Инвиктуса, па је Црква, желећи да потисне тај пагански празник, тада почела да слави рођење Исуса Христа који је Божанско Сунце са висине.

## Историја

### Паганске свечаности
Зимске светковине су се славиле у многим културама, углавном зато што је било мање пољопривредног рада током зиме. Из верског угла, Ускрс је био важнији у црквеном календару, а Божић је био мање важан. Неке од свечаности које су вероватно послужиле као својеврстан модел Божићу биле су римски празници  и Dies Natalis Solis Invicti (славио 25. децембра), као и скандинавски празник Yule.

#### 
Најпознатије римске зимске светковине биле су Сатурналије, време опуштања, гозбе, весеља и одмора од формалних правила. Обичај је био да се дарују малени поклони (Saturnalia и Sigillaricia), најчешће лутке за децу и свеће за одрасле. Посао се одгађао, а славили су и робови. Пило се, коцкало и певало, а честа је била и јавна голотиња. Катул говори да су то били „најбољи дани“. Сатурналије су славиле бога Сатурна (пандан Хрону из грчке митологије) па су почињале 17. децембра, дужина светковина са временом се повећала до 24. децембра, а у царско време је скраћена на пет дана.
Следбеници Митре су 25. децембра, чији је култ био веома раширен у Римском царству, славили Dies Natalis Solis Invicti или „Рођендан непобедивог Сунца“. Назив Sol Invictus допуштао је слављење неколико божанстава повезаних са Сунцем. Цар Аурелијан прогласио је тај дан празником широм целог царства. Неки аутори сматрају да је хришћанска црква „напросто преотела митраизму главни празник Непобедивог Сунца и предала га Божићу, тј. свом младом Богу“.
Тај дан је сматран и даном зимског солстиција који су Римљани називали брума. То је био дан од којег се дужина обданице продужавала односно од када Сунце поново доказује своју непобедивост.
Пагански Скандинавци су одржавали зимске јулске светковине, од краја децембра до почетка јануара. Палиле су се јулске цепанице (пањ, бадњак) у част Тору, богу грмљавине, са веровањем да ће свака искра из ватре представљати новорођену свињу или теле у надолазећој години. Гозба би трајала док пањ не би изгорио, углавном дванаестак дана. Скандинавци још увек Божић називају Јулом (Jul, а у Енглеској је ријеч Yule синонимна за Божић. Познат је и јулски ован или коза, Јулбок, који је био симбол тих светковина у Скандинавији.
У Немачкој су постојали празници Mitwinternacht (ноћ у средини зиме) и Wintersonnenwende (зимски солстицијум), а такође и дванаест дивљих ноћи Rauhnächte у којима се славило, јело и пило.
Данас се уместо цепанице или пања често прави и истоимени колач, најчешће са чоколадним премазом боје дрвета.

### Средњи век
У раном средњем веку, Божић је био засењен празником Света три краља, али се после ситуација променила. Четрдесет дана пре Божића називали су се „четрдесет дана светог Мартина", а почињали су 11. новембра. Данас то раздобље траје четири недеље и назива се дошашћем или адвентом. У Италији су бивше сатурналијске светковине преточене у адвентске. Око 12. века традиције су се помакле на дванаест божићних дана (26. децембар - 6. јануар) о којима и певају бројне песме, честе у енглеском говорном подручју.
Слављење Божића бивало је све раширеније, организовале су се гозбе, а често се на божићни дан јео вепар. Енглески краљ Ричард II био је домаћин божићне гозбе 1377. године на којој се појело 28 волова и 300 оваца. Постојало је и посебно божићно пиво.
Такође је постало популарно певање божићних песама. Изворно је то чинила група певача и плесача састављена од предводника и плесача који су били збор. И данас је често певање песама које чине честитари. Празнично расположење је било весело, често се пило и јело и славило.
На Нову годину су се у Енглеској размењивали поклони. Хришћани су од давнина дан Исусовог рођења сматрали и почетком нове године, а то је вредело у скоро читавој Европи. Осим чињенице да се Нова година често назива Млади Божић или Мали Божић, 1691. године Црква је прихватила 1. јануар као почетак нове године и сам празник Нове године.

### Од реформације до данас
Протестанти су осудили божићно славље. Енглески пуританци су 1647. забранили Божић у Енглеској, забрана је након једне деценије укинута, али су се свеједно многи противили његовом слављењу. Истовремено се у колонијализованој Америци проширило слављење Божића. У 19. веку Британци празник се оживљава, чему доприноси и тада објављена књига Божићна песма Чарлса Дикенса. Исто се чини и у Америци, где досељени Европљани шире континенталне божићне традиције, посебно немачке. Божић се потом шири и на остале делове света.
За разлику од наведених подручја, у континенталној Европи су традиције остале скоро нетакнуте, а са њима и слављење Божића.
Данас су све чешће критике (не само верских заједница) да је Божић потпуно комерцијализован, тако да се изгубио његов прави смисао. Многи више и не знају шта се заправо слави на Божић, него га повезују искључиво са јелком и поклонима. Божићна порука да је Бог постао човек да нас спаси и да се као дете родио у штали јер за њега није било места у свратишту као да је потиснута у други план иза потрошачке грознице.

## Исусово рођење
Према Библији, Исус Христос је Син Божји, којег је родила Дјева Марија благодаћу Светог духа у граду Витлејему. После Благовести, Марија је била заручница сродника Јосифа. Цар Август заповедио је пописивање становништва па су Јосиф и Марија из Назарета кренули у Витлејем. Због гужви нису могли наћи место у свратиштима па су на крају завршили у пећини пастирској или штали, где се Исус родио.
Анђели су пастирима дојавили вест о Исусовом рођењу, па су први видели дете. После је звезда репатица довела мудраце света три краља до Исуса.
Призор у бројним приказима и уметничким делима укључује свету породицу, мудраца ― Валтазара, Мелкиора и Гашпара који су Исусу донели поклоне ― злато, тамјан и смирну.
Приказ рођења Исуса по Лукином јеванђељу (1—2):
„У оне дане изађе наредба цара Аугуста да се проведе попис свега света. Бејаше то први попис извршен за време Квиринијевог управљања Сиријом. Сви су ишли на попис, сваки у свој град. Тако и Јосиф, будући да је био из дома и лозе Давидове, узиђе из Галилеје, из града Назарета, у Јудеју ― у град Давидов, који се зове Ветлајем ― да се подвргне попису заједно са својом заручницом Маријом која бијаше трудна. И док су били онде, навршило јој се време да роди. И породи сина свога, прворођенца, пови га и положи у јасле јер за њих није било места у свратишту.“

## Традиција

### Дошашће
У католицизму припрема за Божић почињала је дошашћем, у доста крајева почетак приправе био је празник Свете Катарине 25. новембра. У неким крајевима се празник светог Андрије апостола (задњи понедељак у новембру) узима за први дан дошашћа. У то време се одлазило на ранојутарње мисе зорнице, постило се и духовно припремало за велики празник. У новије време се проширио обичај израде адвентског венца са четири свеће, а на сваку би се адвентску недељу палила једна свећа.

### Света Луција
У католицизму славили су се и празници Светог Николе и Свете Луције. Њихове ликове су приказивали младићи или девојке који су обилазили домове даривајући децу најчешће воћем - смоквама, бадемима, јабукама, орасима, а често су знали и да плаше несташну децу. После су ту улогу преузели свети Никола и његов помоћник Крампус, при чему је Никола доносио дарове доброј деци, а Крампус би плашио злочесте. На Свету Луцију сејала се божићна пшеница, као симбол плодности, новог живота и његове обнове. Самим својим изгледом давала је зеленило и наду усред зиме и снега, а служила је и као благослов летине, истовремено украшавајући домове. Исти обичај постоји у Италији и Португалији, али није толико раширен. Пшеница се садила на Свету Луцију и расла би до Божића кад би се уредила. Што је пшеница гушћа и зеленија, то ће бити боља летина наредне године. После божићних празника пшеница се давала птицама да се тај свети део Божића не би бацио. Постоји предање да временске прилике од Свете Луције до Божића показују какво ће време бити следеће године (12 дана представља 12 месеци).

### Бадњак
Прослави Божића код православних претходе Туциндан и Бадњи дан. Туциндан је дан када се припрема печеница. Бадњи дан је добио име по бадњаку (храстово или церово дрво) које се дан пред Божић сече и доноси кући. Име бадњака повезано је са речју „бдети“ (стсл. бад) будући да се на тај дан бдело чекајући Исусово рођење. Због самог обичаја бдења и некадашње ситуације без електричне струје и модерних апарата, било је нужно осветлити просторије свећама, које су уједно постале и симболи новог живота и наде. Правиле су се посебне свеће, воштанице.
На сам Бадњак су се укућани рано устајали, а жене су правиле божићни ручак, спремале дом и припремале немрсну храну за вечеру, будући да се на Бадњак пости. Углавном се јела риба, често бакалар, и пекао хлеб, који би био на столу све до празника Крстовдана, а његова величина је симболизовала обиље наредне године. Мушкарци су хранили стоку, која је такође требало да буде спокојна због божићних светковина, припремали су дрва за огрев и набављали храну коју би домаћице потом приправљале. Након вечере одлазило би се на традиционалну литургију, поноћку, на којој би се дочекао Божић.

#### Бадњак и слама
Стари обичај је био да се на дан пре Божића унесу три велика пања која симболизују Свету тројицу и поставе поред огњишта. Из њихове ватре палиле су се свеће, а често би се у ватру у којој су ти пањеви горели додао део гозбе и пића. Њихова ватра требало је да донесе мир и добро укућанима. Бадњаком се називао и само један велики пањ или пак велика зелена грана која се обично прислањала уза зид, било са спољне, било са унутрашње стране дома. Кад би отац породице уносио бадњак, честитао би укућанима који би му потом узвраћали.
У кућу је обично отац породице уносио сламу која би се распрострла по поду, симболизујући Исусово рођење у штали на слами.
Слама би се поставила под столом уз певање божићних песама. Често су жене извлачиле сламке: која би ухватила дужу, имала би већу и бољу преслицу. Од остатка сламе правили су се венци и снопови који су симболизовали плодност и добар род или би се слама поставила на сто прекривена, најчешће белим, столњаком. На слами се седело и причало све до одласка на поноћку, а често се по ноћи на њој и спавало, симболизујући самог Исуса.

#### Божићно дрвце
Премда је кићење божићног дрвца стар обичај, у неким крајевима он није био раширен све до средине 19. века, када се шири углавном под утицајем немачке традиције и просторно-политичких додира. Без обзира на то што кићење дрвца није било раширено, домови су се пре свеједно на Бадњак китили цвећем и плодовима, а посебно зеленилом, а то су најчешће чинила деца. Првобитно су се китила листопадна стабла, а после зимзелена, и то воћем, најчешће јабукама, али и шљивама, крушкама и разним посластицама и украсима направљеним од папира, најчешће ланцима и разним нитима. Чест су украс били позлаћени ораси и лешници којима се китило дрвце, а најчешће су се постављале свеће, симболи наде и божанства. После су се постављали и комадићи вате, воска или папира који су симболизовали снег на дрвцету и тако га украшавали. Имућнији су имали посебне фигурице и украсе.
Испод дрвца редовно су се стављале јаслице, направљене најчешће од дрвета. На почетку су биле само у црквама и код имућнијих људи, а често је постојало „надметање“ ко ће направити лепше јаслице. Јаслице су често носили певајући коледари.

#### Чесница
Чесница се сматра изузетно важним обредним колачем. Справљана је од белог брашна, са водом и машћу, без квасца. Чесница се месила првог дана Божића кад прво звоно зазвони у цркви или између јутрења и достојна. Сам назив је занимљив зато што потиче од речи „чест“, „део“, „срећа“, јер се ломила на делове, према броју укућана, да би се по тим деловима прорицала срећа. Чесница симболизује рођење младог Христа када су га пастири даровали. Христос за себе каже да је хљеб живота.

#### Коринђање
Међу Србима у Војводини и деловима Хрватске (Барања, западни Срем), за Бадње вече везан је посебан облик коледарских обичаја који се назива коринђање, током којег се деца маскирају и у групама обилазе домаћинства певајући нарочите, коринђашке песме. Заузврат, домаћини и домаћице их дарују колачима, слаткишима, воћем (нарочито орасима и сувим шљивама), некад и новцем. Коринђашке песме су кратке форме и у њима деца на духовит начин од домаћина траже дарове. На пример, „Коринђам, коринђам / Дај, газда, шта имаш / Ако је колач, да чекам / Ако је жарач, да бегам“.

### Божић
На Божић хришћани иду на богослужења. Православни иду на јутрење и Литургију, причешћују се, а затим долазе кући, где је спремљена богата трпеза. Тог дана празнују у свом дому са полазником (изабраним гостом - уобичајено је да је то мушко крштено дете). Католици су често одлазили на три литургије, за почетак на поноћку на сам Бадњак на којој би се дочекао Божић, затим на ранојутарњу литургију зорницу, малу литургију где се обично причешћивало, а на полданицу или велу мису одлазило се по дану. На литургије су девојке често одлазиле у различитим свечаним хаљинама.
Жене су дан пре припремиле богати божићни јеловник, а ручак је био свечан и богат па је за столом окупљао целу породицу. Јело се воће, поврће, месо, разне печенице, хлеб, хладетина, пецива и бројна друга јела.
После ручка одлазило се честитати родбини и пријатељима, а потом осталим мештанима. Коледање или честитарење чинило се певајући традиционалне божићне песме, а честитаре би се често даривало.
Младићи су девојкама често као традиционални божићни поклон поклањали божићницу, украшену јабуку. Први посетилац који би посетио кућу на Божић, полазник или положајник, требало би да је здрав, крепак, весео што би дому донело срећу. Често су се унапред домови договарали о „случајном“ посетиоцу како се не би изазвала несрећа. Ако би пак на Божић падала киша, веровало се да ће уродити све што се окопа мотиком.

### Након Божића
Наредни дани по Божићу су празници и они су такође имали своје обичаје. Православни верници други дан прослављају Сабор Пресвете Богородице, а трећи дан Божића се обележава као празник Светог Стефана, првомученика који је био каменован због своје вере. У наредним данима ће верни прославити Обрезање Христово, а затим Богојављење. Богојављење је значајно због тога што се приликом крштења Господа Исуса Христа Бог јавио у три лица (Отац - гласом, Син - крштен, а Св. Дух у виду голуба). Тада се врши Вел. освештање воде.
У католицизму на Светог Ивана, наредног дана, благосливљало се вино, а слама се износила из дома и постављала на воћке да би боље родиле наредне године. На дан Невине дечице наредног дана се често вршило шибање, кад би се људи лагано ударали врховима шиба, обележавајући бол убијене дечице. На мисама су се благосиљала деца. На Нову годину међусобно би се честитало, али би угођај био мање интиман за разлику од божићног.
Свршетак дванаестодневице, дванаест божићних дана, празник је Света три краља или Богојављења. На тај дан се спомињемо три мудраца који су даривали Исуса, одлази се на мису, скидају се украси и завршава празнично раздобље. Благосиљају се куће за наредну годину, а благословљеном су се водом благосиљали и вртови те будуће летине. Често су божићне песме певали звездари одевени у три краља носећи звезду.

## Међународни божићни обичаји
Данас Божић славе и многи нехришћани као традиционални породични празник када се дају и примају пригодни поклони. Уз славље Божића развили су се бројни обичаји попут кићења божићног дрвца на Бадњак, одласка на мису поноћку, певање божићних песама и даривање.
У бројним земљама се божићни празници славе на другачије начине. Споменути су неке од занимљивијих и необичнијих обичаја везаних уз божићно време.
- На Тајвану Божић је неслужбено био слављен будући да је случајно тога дана, 25. децембра 1947. потписан устав Републике Кине који се сваке године славио као национални празник. Од 2001. укинут је тај празник, али се Божић ипак понегде неслужбено слави.
- У Мексику људи иду од врата до врата честитајући (попут оних који су посетили малог Исуса), а каткад их позову унутар домова где учествују у разбијању једне врсте шареног спремника на ужету испуњеног слаткишима.
- У Венецуели се на Света три краља деца буде и виде да недостаје слама коју су оставили поред кревета ноћ пре, а на њеном месту су поклони. Деца верују да су те поклоне оставили мудраци и њихове деве. Ако имају црну мрљу на образу, то значи да их је етиопски краљ Балтазар, један од мудраца, пољубио док су спавали.
- У Аустралији и земљама истог поднебља Божић се слави усред лета због временске разлике између полулопти.
- У Финској се Деда Божићњак назива Јоулупуки што преведено са финског значи „божићна коза“. Име му вероватно долази од старе традиције кад су се људи одевали у козју кожу (nuuttipukkis) и кружили кућама једући остатке од божићних јела.[32]

## Украси

### Божићно дрвце

#### Историја
Божићно дрвце често се сматра христијанизираном паганском традицијом украшавања и поштовања зимзеленог дрвећа. Украшавање божићног дрвца као и данас почело је највероватније у Немачкој у 18. веку, а потом се проширило по свету. Бројни градови и земље се залажу за првенство у кићењу божићног дрвца, али права домовина овог обичаја није позната.
Постоји легенда која говори да је у 7. веку енглески проповедник у Немачку дошао проповедати и навештати Јеванђеље. Како би на најбољи начин протумачио јединство Светога Тројства. користио је сорту северне беле јеле троугластог облика која је симболизовала Тројство. Обраћени пагани су поштовали то стабло, а дотад су веровали да је то једна врста храста. У 12. веку стабла су се вешала на таваницу где су висила наопачке симболишући хришћанство. Друга легенда говори да је сам Мартин Лутер украсио божићно дрвце почетком 16. века свећицама.

#### Украшавања и врсте
Божићна јелка (дрвце) се украшава свећама, украсима, куглицама и посластицама. Популарне су и лампице, малене разнобојне светиљке управљане електричном струјом. На врху божићног дрвца, најчешће јеле, а каткад и бора или смреке, поставља се звезда репатица или анђео. На почетку су се дрвца китила природним украсима - најчешће воћем и ручно направљеним украсима. После су се дрвца китила разним украсима попут скупоцених сребрних нити, знакова престижа, које су после замијењене јефтинијим металним. Најпопуларније су куглице које долазе у свим бојама и са разним украсима.
Због еколошких разлога, чести су апели за вештачким дрвцима да би се смањила сеча четинара. Вештачка дрвца се скоро и не разликују од правих због модерних технологија израде, а за разлику од природних, могу се сваке године поново користити. Често долазе и унапред украшена.
Осим вештачких дрвца која теже бити једнака природнима, постоје и бројна дизајнерска дрвца различитих боја, а такође и дрвца која раде на електричну струју којима иглице мењају боју окретањем самог дрвца. Овај је украс (био) врло популаран, али непажњом се може узроковати пожар, стога се све више људи залаже за једноставна божићна дрвца или пак само гране које украшавају кућу и њену спољну страну.

### Божићни украси
Осим традиционалног божићног дрвца, божићни симболи су и разне биљке попут божићне звезде, имеле и божиковине. Чест је обичај пољупца испод имеле. Праве се и божићни венци са украсима, направљени од зимзеленог биља, са украсима од божиковине, тракама, куглицама или чешерима.
У бројним земљама се и дворишта као и прочеља кућа украшавају разним светлима и фигурама, а често и натписима са добрим жељама, посебно на трговима и јавним местима.
Врло је маштовито и украшавање божићних поклона који се умотавају у разне украсне папире, а потом украсе разнобојним украсним тракама (машнама). Поклони се остављају испод божићнога дрвца, често са натписом његовог примаоца. Уз поклоне, честе су и божићне честитке.
Испод дрвца, осим поклона, стављају се и јаслице, а често и божићна пшеница, посађена на празник Светог Николе код православних, односно Свете Луције код католика, као и разне фигурице и украси.
Прве јаслице направио је свети Фрањо Асишки 1223. године у природној величини. Углавном укључују шталу, често са анђелом на крову или причвршћеном звездом репатицом, каткад и маховину, а од фигура постављени су: Марија, Јосип и мали Исус, често пастири и света три краља, а редовно и домаће животиње - краве, козе, магарци, овце итд. Исус је положен у јасле, штала је испуњена сламом, а обично се праве од дрвета. Осим као део јаслица, маховина је чест посебан украс испод дрвца, заједно са пшеницом.

## Дароваоци
Божићни обичај је да се људи међусобно дарују. Често су поклони приписани лику званом Деда Мраз, Божић Бата, Деда Божићњак или пак Свети Никола. У доста се земаља Свети Никола и Деда Божићњак/Мраз доживљавају као две различите особе, као што је то рецимо у државама Балкана где је празник (породична слава у Србији - Никољдан) Светог Николе 6./19. децембра када деца налазе поклоне у својим чизмама.
Деда Мраз је у ствари варијација холандске приче утемељене на историјском лику Светог Николе (Sinterklaas) који је даровао 6./20. децембра. У 19. веку у Америци повезан је са Божићем па је временом преименован у Деда Мраза - Santa Claus или Saint Nick. Немачко-амерички цртач, Томас Наст, нацртао је лик модерног Деда Мраза 1863. који је осамдесетих година 19. века постао све сличнији данашњем облику, а двадесетих година 20. века коришћен је у рекламирању и оглашавању. Узор изгледу био је руски Деда Мраз (рус. Дед Мороз) црвеног капута, крзнених чизама и дуге беле браде, а такође и бискупски изглед Светог Николе.
Father Christmas, у преводу „Божићни Отац“, био је Деда Мразов предак, први је пут забележен у 15. веку. Био је повезиван са развесељавањем и пијанством. У викторијанској Британији његов је лик попримио Деда Мразов изглед.
У Италији поклоне доносе Babbo Natale који је еквивалентан Деда Мразу, а такође и La Befana која долази на Света три краља и дарује децу. Прича говори да је Ла Бефана требало да донесе малом Исусу дарове, али се путем изгубила па сад доноси поклоне свој деци.
Постоје разне верзије приче о Деда Мразу. Прича каже да живи на северном полу заједно са својом женом, госпођом Мразицом. Тамо постоје радионице у којима вилењаци праве играчке, а потом их на Бадње вече Деда укрца у своје санке које вуку јелени и тако подели поклоне деци света, улазећи у куће кроз оџак. Често деца остављају млеко и кекс како би их Деда појео.
У латинској Америци мири се религијска страна са глобализацијском те прича доноси да Деда Мраз прави играчке које даје малом Исусу који их потом дели деци.

## Уметност
Исусово рођење, а и традиционални божићни симболи, приказивани су на бројним сликама и уметничким делима, прављени су кипови, осликаване су површине, али посебно место у уметности заузима управо музичка страна. Божићне песме су неизоставни део божићног славља.

### Музика
Једна од најпознатијих божићних песама је Тиха ноћ, у оригиналу Stille Nacht, коју је извео Франц Грубер, а стихове је написао свештеник Јозеф Мор. Такође позната песма Звончићи, односно Jingle Bells, које је 1857. написао Џејм Пјерпонт. Још једна често извођена песма широм света је Ми желимо сретан Божић (We Wish You a Merry Christmas), стара енглеска песма из 16. века.

### Књижевност
У књижевности је Божић чест мотив у делима, али се ипак уз њега често вежу дела попут Дикенсонова дела Божићна прича (енгл. A Christmas Carol) и традиционалне Андерсенове бајке Девојчица са шибицама (дан. Den Lille Pige Med Svovlstikkerne) и Борић. Када је реч о српској књижевности, један од најплодотворнијих писаца божићних прича био је Симо Матавуљ.